# ヴィッラステッローネ
ヴィッラステッローネ（伊: Villastellone）は、イタリア共和国ピエモンテ州トリノ県にある基礎自治体（コムーネ）。

## 地理

### 位置・広がり

#### 隣接コムーネ
隣接するコムーネは以下の通り。
- カンビアーノ
- カリニャーノ
- カルマニョーラ
- モンカリエーリ
- ポイリーノ
- サンテナ

## 行政

### 分離集落
ヴィッラステッローネには、以下の分離集落（フラツィオーネ）がある。
- Borgo Cornalese, Tetti Mauritti, Cascina Monache, Fortepasso, Fontanacervo